# Семьянюки
Санкт-Петербургский клоунский театр «Семьянюки» — театр драматической клоунады основанный в 2002 году в городе Санкт-Петербурге первыми выпускниками школы Театра и Пантомимы, созданной Клоун-мим театром «Лицедеи». В первоначальную труппу театра вошли артисты Ольга Елисеева, Юлия Сергеева, Александр Гусаров, Касьян Рывкин, Марина Махаева и Елена Садкова.

## История

### Создание театра
В сентябре 1997 года в школу клоун-мим театра «Лицедеи» поступают Ольга Елисеева, Юлия Сергеева, Александр Гусаров, Касьян Рывкин Марина Махаева, и Елена Садкова и в процессе обучения начинает формироваться команда будущего театра «Семьянюки».
Создание театрального коллектива началось ещё во время работы над несколькими маленькими скетчами, позже представленные в качестве дипломной работы. При содействии режиссёра-постановщика Юрия Ядровского скетч был преобразован в полноценный спектакль «Семьянюки», премьерный показ которого состоялся в Санкт-Петербурге в 2002 году.
В 2010 году труппа спектакля «Семьянюки» принимает решение отделиться от театра «Лицедеи» и создать свой одноимённый театр.
С 2010 года театр существует как самостоятельная театральная единица и начинает гастрольную деятельность в России и Европе.

### Здание театра
До 2022 года театр занимал часть помещений в здании дома Артиллерийского департамента на улице Чайковского, 59. Здание в 1870 году перестроено академиком архитектуры Романом Романовичем фон Генрихсеном под квартиры служащих ведомства. Изначально, с начала 90-х годов, в здании была репетиционная база театра Лицедеи, а уже после перешла в распоряжение театра «Семьянюки».
Помещения театра включают в себя зрительный зал на 40 мест со сценой и занавесом, гримерные для артистов, технические помещения, гостиная для проведения творческих встреч со зрителями. Всего театр занимает 3 этажа.
В январе 2023 года арендодателями здания было принято решение о продаже всех площадей занимаемых театром с последующим выселением театра. Также освободить помещения пришлось и международному клубу «Чаплин-клуб». Переезд театра занял более 7 дней.
С февраля 2023 года театр располагается в Доходном доме В. А. Абазы (построен в 1873—1874 годах) на улице Чайковского 26б на 3 этаже. Дом построен в стиле неоренессанса. Открытие новой сцены произошло в мае 2023 года. Открытие шло два дня.

## Гастрольная деятельность
В 2005 году спектакль «Семьянюки» произвел настоящий фурор на престижном театральном фестивале в Авиньоне (Франция), после чего стал широко известным и популярным во всём мире.
Знаменитая российская труппа "Лицедеи" стала одной из наиболее популярных на проходящем здесь 59-м Авиньонском фестивале. "Лицедеи" приглашены в альтернативный формат фестиваля, известный как "фестиваль-офф".
Труппа из Санкт-Петербурга впервые находится в Авиньоне. Артисты привезли спектакль "Семьянюки", который является феерической по своему юмору пародией на современную европейскую семью.

Как сообщает ИТАР-ТАСС, шоу, которое проходит в одном из наиболее престижных залах Авиньонского фестиваля - театре "Черный дуб", пользуется огромным успехом. На всех спектаклях полный аншлаг и купить билеты невозможно.
С 2010 года «Семьянюки» труппа театра приняла решение работать обособленно от своих учителей и наставников. Уже более 12 лет Театр «Семьянюки» собирает полные залы в Европе и представляет Россию на международной театральной арене. В гастрольной карте театра такие страны как Франция, Англия, Италия, Испания, Германия, Бельгия, Польша, США, Канада, Бразилия, страны Прибалтики, Израиль.
В 2018 году театр снова везет свою постановку на Авиньенский фестиваль во Францию. На этот раз представляет Россию спектакль «Шоу Lodka»
Петербургский спектакль LoDka — проект артистов театра «Семьянюки», отправится на один из самых крупных в мире смотров независимых театров — Авиньонский театральный фестиваль, который пройдет с 6 по 24 июля.
С 2020 года театр возвращается на постоянное место выступления в Россию, в Санкт-Петербург.
В июне 2022 года театр открывает «Дом клоуна» в г. Санкт-Петербурге.

## Сегодняшний день театра (с 2020 года)
Начиная с 2020 года театр возвращается на постоянное место выступления в Россию, в Санкт-Петербург. От части это связано с прекращением контракта с европейскими продюсерами и закрытие границ из-за пандемии коронавируса.
В 2021 году театр создает новый формат встречи со своими зрителями и открывает для них двери не только в театр, но и за кулисы сцены, гримёрные и реквизиторские цеха. Зритель в формате интерактивной экскурсии ближе знакомится с жанром клоунады и в ходе беседы может пообщаться с артистами театра, узнать как создаются спектакли и рождаются новые образы в клоунаде.
Уже июне 2022 года театр открывает «Дом клоуна» в г. Санкт-Петербурге при поддержке «Чаплин-клуба».
А в сентябре 2022 года театр отмечает свое 20-летие (25-летие с момента поступления к «Лицедеям») возобновлением на большой сцене своего легендарного спектакля «Семьянюки». Спектакль получает новое переосмысление и новое название — «Семьяньюки». Так же на большой сцене поставлена новая концертная программа лучших клоунских номеров под название «Пендельтюр».
В конце мая 2023 года театр открывает новую большую, по сравнению с предыдущей, театральную площадку в городе Санкт-Петербург на улице Чайковского, 26.
Новое театральное пространство расположилось на 3-м этаже и оборудовано зрительным залом на 60 человек, современным свето-звуковым оборудованием, а также залом-фойе для проведения творческих встреч со зрителем.
В августе 2025 года при поддержке Фонда культурных инициатив при театре начинает работу «Школа народной клоунады» целью которой предоставить возможность всем взрослым прошедшим конкурс попробовать себя в роли артиста драматической клоунады. Программа обучения направлена на освоение актёрского мастерства, пантомимы, жонглирования и многого другого, что позволит по завершении курса обучения выпустить дипломный спектакль на главной сцене театра в 2026 году.

## Спектакли
На сегодняшний день за плечами труппы несколько известных номеров, таких как «Палка» в исполнении А.Гусарова и «Опять двойка!» в исполнении Юлии Сергеевой и Александра Гусарова, а также спектаклей:
- Спектакль «Семьянюки» — уникальный[12] клоунский спектакль, все события и персонажи которого закручены в карусель одной семьи. Семья, над которой пролетел ангел, вернувший детство, где все персонажи — клоуны с единой душой и телом. Мир абсурда, в котором мы живем. В начале 2022 году спектакль был возобновлен, после долгой паузы, в переработанной версии для детей и взрослых и получил новое имя «СемьянюКидс». Спектакль «СемьяНЬЮки» — созданный в 2022 году и приуроченный к 20-летию театра спектакль получает новых героев. Спектакль является переосмысление первоначальной постановки 2007 года, где появляется новая героиня в исполнении актрисы Наталии Парашкиной. По сравнению с версией 2007 года новый спектакль получил другое техническое оснащение, современные спец-эффекты и вновь введенные сюжетные линии. В версии 2022 года в спектакле не участвуют Касьян Рывкин и Елена Садкова.

- Спектакль «Шоу Lodka»[13] — история, рассказанная артистами о жизни маленького театра, который пытается поставить спектакль по пьесе, которая все время переписывается. В главной роли сценаристки Юлия Сергеева. Роль режиссёра исполнила актриса Наталья Парашкина. В 2018 году спектакль стал участником международного театрального фестиваля Avignon le OFF 2018[14] на котором представил Россию[15](Франция). Почти двухчасовая программа — без единого слова — с поразительной тонкостью и внятностью передает самые трудновыразимые чувства, мысли, порывы и страдания[16].
- Спектакль «Amore na More»[17] — спектакль созданный в 2021 году при поддержке Президентского фонда культурных инициатив[18] РФ заслуженным артистом России Сергеем Бызгу. В центре спектакля история владелицы отеля на острове, куда давно не заходят корабли, давно пережившим свои лучшие времена. Завсегдатае постояльцы отеля погружены в свой внутренний мир и коротают свои дни. Однажды к острову пришвартовывается корабль и с прибытием новых постояльцев картина тут же меняется. Спектакль можно охарактеризовать фразой «Клоуны на сцене, зрители в слезах»[19]
- Спектакль «Семьянюки Express» — действие спектакля разворачивается в поезде, который словно вынырнул из эпохи, когда железная дорога заставляла нас мечтать и пускаться в авантюры. Здесь ускоряется и приостанавливается время встреч, смены пейзажей, эфемерной любви, мимолетных причуд и красиво-абсурдных полетов, где тайное соприкасается с бесконечным. Премьера спектакля состоялась 28 мая 2015 г. в Théâtre du Rond-Point[фр.] (г. Париж, Франция) под названием «SEMIANYKI EXPRESS». Режиссёром этого спектакля выступила Яна Тумина. Существовало несколько версий спектакля, но сохранилась лишь единственная запись сделанная в 2015 году.Ольга Елисеева во время исполнения моноспектакля «СТИХОпатка», май 2023 г.
- Моноспектакль «СТИХОпатка» — спектакль поставленный в мае 2023 года. Моноспектакль-эксперимент. Режиссёр и исполнительница роли Ольга Елисеева, решила поставить спектакль в несвойственном для неё жанре. Она решила сыграть свои стихи… Не прочесть, а именно сыграть. Необычность спектакля заключается в том, что для жанра пантомимы не свойственно «говорить». Все представления идут через жест мимику, пластику. Здесь же актриса открыто говорит со сцены, читает свои собственные стихи соединённые одной линией переживаний и истории. В этом спектакле человеческие переживания становятся поэмой, созданной из простых слов и чувств, переданные через пластику и удивительной полноты стихотворные строки. Зрителю будет и смешно и грустно, и снова смешно от того, что все происходящее на сцене найдет отклик у него в душе. Потому, что этот спектакль про него. Спектакль про нас с Вами — про каждого. Премьера спектакля состоялась 21 мая в стенах нового здания театра «Семьянюки» в городе Санкт-Петербурге. Звуковое сопровождение спектакля Дмитрий Моисеев, звук Мария «Чехова» Колоколова. Продолжительность спектакля 1 час 20 минут.
- Спектакль «ДИИРУВ» (Педагогическая поэма) — Спектакль-эксперимент в соавторстве с доктором физико-математических наук, профессором А. А. Клещевым[20]. Название ДИИРУВ расшифровывается как дифракция, излучение и распространение упругих волн. В форме клоунады на сцене разворачивается случайная история, который каждый когда-либо проживал на лекции. В постановке показаны студенческие годы и взаимодействия студентов и преподавателя в роли Ольги Елисеевой.
- Спектакль «Мурмурация»— постановка в жанре драматической клоунады — окрылительная история о любви, полете и вере, рассказанная через смешное. Артисты театра Семьянюки подготовили невероятную симфонию эмоций, которой поделятся с каждым зрителем абсолютно без слов. Режиссёр — Сергей Бызгу, Художник — Эмиль Капелюш. Спектакль символизирует явление скоординированного полёта огромных стай птиц (скворцов, галок, ворон и т. д.), образующих динамические объёмные фигуры переменной плотности, называемое мурмурацией. В спектакле участвуют О.Елисевва, Ю.Сергеева, А.Гусаров, А.Ионова и Ю.Гришаева.

## Труппа театра
Труппа театра состояла из первых выпускников школы Театра и Пантомимы, созданной Клоун-мим театром «Лицедеи»:
- Ольга Елисеева —актриса, режиссёр постановок, родилась в городе Санкт-Петербурге. В 2000 году окончила СПбГАТИ. Номера с её участием, а также с артистами театра Лицедеи неоднократно выходили на телевидении в телепередаче Смехопанорама Евгения Петросяна, принимала участие в проекте Comedy Woman в качеств приглашенной «мамы» постоянной участницы Натальи Медведевой. В 2017 году снялась в фильме Везучий случай где исполнила роль начальницы отделения лотереи. Тапкже снялась в фильме «Чижик-пыжык возвращается» (2023) в роли дамы из фотоателье[21]

- Юлия Сергеева —актриса, родилась в городе Санкт-Петербурге. Окончила Лицей № 64 в 1990 году. По первому образованию работала медицинской сестрой в операционном отделение.

- Александра Ионова — актриса. В 2001 году окончила Санкт-Петербургскую государственную академию театрального искусства по специальности «артист театра» (курс Г. Козлова). Принимала участие в спектаклях театра «Потудань», ТЮЗа им. А. А. Брянцева, Интерьерного театра, Большого театра кукол[22]. Снимается в кино.

- Александр Гусаров — актёр театров «Лицедеи», «Семьянюки». В его репертуаре известные номера «Палка», «Опять двойка» и другие. Женат на актрисе Александре Ионовой.

- Наталья Парашкина — заслуженная артистка Санкт-Петербурга[23], приглашенная актриса. В 1996 году окончила Санкт-Петербургскую Академию театрального искусства (курс В. В. Петрова). С 1999 года в труппе[24] театра «Балтийский дом». В 2021 году получила Высшую театральную премию Санкт-Петербурга «Золотой софит». Победитель в номинации «Лучшая женская роль» за роль Меропии Давыдовны Мурзавецкой в спектакле «Волки и овцы», режиссёр Анджей Бубень, Театр-фестиваль «Балтийский дом». Занята в спектаклях «Amore na More» и "Шоу «Лодка»
- Марина Махаева —актриса. Первый выпуск школы-студии при театре «Лицедеи» набора 1997 года. Снялась с фильме «Пассажир из Сан-Франциско» режиссёра Анатолия Бальчева в 2004 в роли клоунессы.
- Юлия Гришаева — актриса, родилась 22 июля 1981 года в Рязани. Занималась художественной гимнастикой, спортивными танцами, вокалом (контральто). В 2011 году окончила Балтийский институт иностранных языков и международного сотрудничества (БИИЯМС), актёрский курс Л. Б. Эренбурга. Получила специальный диплом фестиваля студенческих спектаклей «Апарт» за роль Лизаветы в спектакле Вадима Сквирского «Преступление и наказание». Сотрудничает с БДТ им. Г. А. Товстоногова, «Таким театром», театром «ЦЕХЪ».[25]
- Касьян Рывкин — актёр, выпускник школы Театра и Пантомимы театра «Лицедеи».
- Елена Садкова — актриса, театральный педагог, режиссёр. С 1992 по 1995 год — студентка псковского колледжа культуры и искусств. режиссёрский курс педагога Гератиди Дарины Ивановны. В 1995 г. — получила диплом — «режиссёр самодеятельного театров и массовых мероприятий, педагог дополнительного образования, организатор досуга», так же в 1995—1996 гг. — студентка курса Малкова Владимира Аркадьевича — народный театр, режиссёр театра. В 2000 г. — диплом с квалификацией актёр, специальность — актёрское искусство, актёр пластического жанра. В настоящее время, Елена занимается частной педагогический практикой и проведением мастер классов[26].

## Интересные факты
С 2023 года название «Семьянюки»(SEMIANYKI) является зарегистрированным товарным знаком и охраняется государством в соответствии со ст. 1484 ГК РФ.